# Josh Flint
Josh Hughson Flint (Waterlooville, 13 oktober 2000) is een Engels voetballer die als verdediger speelt voor Crawley Town. Hij speelde van 2020 tot 2024 in Nederland voor FC Volendam.

## Carrière
Josh Flint speelde in de jeugd van Portsmouth FC, waar hij in 2018 voor het eerst in de selectie van het eerste elftal zat. Hij debuteerde voor Portsmouth op 14 september 2019, in de met 3-1 gewonnen thuiswedstrijd tegen Norwich City FC U23 in het toernooi om de EFL Trophy. Hij scoorde de 2-0 en leverde de assist op de 3-0. Na nog een wedstrijd voor Portsmouth in dit toernooi werd hij in oktober 2019 verhuurd aan Bognor Regis Town FC. In januari 2020 beëindigde Portsmouth het contract met Flint, die daarna definitief naar Bognor Regis Town vertrok. In 2020 vertrok hij transfervrij naar FC Volendam, waar hij eerst op amateurbasis voor Jong FC Volendam speelde. Hij debuteerde in het eerste elftal van Volendam op 23 november 2020, in de met 1-1 gelijkgespeelde uitwedstrijd tegen Jong Ajax. In december tekende hij een contract tot medio 2023.
Flint werd bij FC Volendam omgeschoold van aanvallende middenvelder tot centrale verdediger, omdat de technische staf van mening was dat hij op laatsgenoemde positie beter tot zijn recht zou komen. In het seizoen 2021/22 werd hij definitief overgeheveld naar de A-selectie van trainer Wim Jonk en fungeerde hij tien wedstrijden als basisspeler en vijfmaal als invaller. Op 22 april 2022 speelde FC Volendam uit tegen FC Den Bosch en zou bij een overwinning verzekerd zijn van promotie naar de Eredivisie. Flint begon in de basis en scoorde na 21 minuten de openingstreffer op aangeven van Damon Mirani. Flint en zijn ploeggenoten wonnen het duel uiteindelijk met 2-1 en wisten promotie te bewerkstelligen. Dit was voor Flint tevens zijn eerste doelpunt voor zijn werkgever.
In maart 2023 werd de optie in het contract van de Engelsman gelicht, waardoor hij tot medio 2024 vast kwam te liggen. In zijn eerste jaar in de Eredivisie kwam Flint twaalf duels in actie. Het volgende seizoen was Flint het grootste gedeelte van het seizoen basisspeler, maar kon niet voorkomen dat FC Volendam degradeerde uit de Eredivisie. FC Volendam had Flint, evenals ploeggenoot Brian Plat, een aanbod gedaan om te verlengen, maar dat voorstel legde het duo naast zich neer.
Na het aflopen van zijn contract tekende Flint bij Crawley Town, destijds uitkomend op het derde niveau van Engeland.

### Statistieken
| Seizoen                   | Club                   | Land           | Competitie               | Competitie | Competitie | Beker | Beker | Overig | Overig | Totaal | Totaal |
| Seizoen                   | Club                   | Land           | Competitie               | Wed.       | Dlp.       | Wed.  | Dlp.  | Wed.   | Dlp.   | Wed.   | Dlp.   |
| ------------------------- | ---------------------- | -------------- | ------------------------ | ---------- | ---------- | ----- | ----- | ------ | ------ | ------ | ------ |
| 2018/19                   | Portsmouth FC          | Engeland       | League One               | 0          | 0          | 0     | 0     | 0      | 0      | 0      | 0      |
| 2019/20                   | Portsmouth FC          | Engeland       | League One               | 0          | 0          | 0     | 0     | 2      | 1      | 2      | 1      |
| 2019/20                   | → Bognor Regis Town FC | Engeland       | Isthmian Football League | 6          | 0          | 0     | 0     | 3      | 0      | 9      | 0      |
| 2019/20                   | Bognor Regis Town FC   | Engeland       | Isthmian Football League | 8          | 0          | 0     | 0     | 1      | 1      | 9      | 1      |
| 2020/21                   | Jong FC Volendam       | Nederland      | Tweede divisie           | 5          | 1          | –     | –     | –      | –      | 5      | 1      |
| 2020/21                   | FC Volendam            | Nederland      | Eerste divisie           | 2          | 0          | 0     | 0     | –      | –      | 2      | 0      |
| 2021/22                   | Jong FC Volendam       | Nederland      | Tweede divisie           | 1          | 0          | –     | –     | –      | –      | 1      | 0      |
| 2021/22                   | FC Volendam            | Nederland      | Eerste divisie           | 15         | 1          | 0     | 0     | –      | –      | 15     | 1      |
| 2022/23                   | Jong FC Volendam       | Nederland      | Tweede divisie           | 4          | 0          | –     | –     | –      | –      | 4      | 0      |
| 2022/23                   | FC Volendam            | Nederland      | Eredivisie               | 12         | 0          | 1     | 0     | –      | –      | 13     | 0      |
| 2023/24                   | FC Volendam            | Nederland      | Eredivisie               | 28         | 1          | 1     | 0     | –      | –      | 29     | 1      |
| Carrièretotaal            | Carrièretotaal         | Carrièretotaal | Carrièretotaal           | 81         | 3          | 2     | 0     | 6      | 2      | 89     | 5      |
| Bijgewerkt op 1 juli 2024 |                        |                |                          |            |            |       |       |        |        |        |        |